# Pablo Torre
Pablo Torre Carral (Soto de la Marina, 3 april 2003), beter bekend als Pablo Torre is een Spaanse voetballer die doorgaans speelt als middenvelder voor RCD Mallorca.

## Clubcarrière

### Racing Santander
Torre begon zijn carrière in de jeugd van CD Marina Sport, maar werd in 2015 opgenomen in de jeugdopleiding van Racing Santander. Op 15 april 2022 tekende hij zijn eerste officiële contract bij de club tot medio 2025. Hij maakte op 19 juli 2020 zijn debuut voor het tweede elftal genaamd Rayo Cantabria in een wedstrijd tegen Gimnástica de Torrelavega in de Tercera División play-offs dat met 1–1 gelijk werd gespeeld. In augustus 2020 werd hij voor het eerst geselecteerd door coach Javi Rozada. Hij maakte zijn officiële debuut op 18 oktober 2020 in de eerste wedstrijd van het seizoen. Racing Santander nam het op tegen Club Portugalete in de Segunda División B dat met 1–1 gelijk werd gespeeld. Op 21 februari 2021 maakte Torre zijn eerste doelpunt voor de club in een wedstrijd tegen CD Laredo in de Segunda División B dat met 3–1 gewonnen werd. Uiteindelijk werd Torre basisspeler en kreeg hij rugnummer 10 toegewezen. In het seizoen 2021/22 scoorde Torre, 10 doelpunten in 32 wedstrijden. Uiteindelijk promoveerde Racing Santander naar de Segunda Division, het tweede niveau van Spanje.

### FC Barcelona
Op 4 maart 2021 maakte FC Barcelona en Racing Santander de transfer van Torre bekend. FC Barcelona betaalde € 5 miljoen euro voor Torre, wat kan oplopen tot € 20 miljoen door middel van bonussen. Hij tekende een contract tot medio 2026. Zijn afkoopclausule bedroeg € 100 miljoen. Torre zou beginnen bij Barcelona Atlétic. Op 7 september 2022 debuteerde Torre tegen Viktoria Plzeň in de UEFA Champions League dat met 5–1 gewonnen werd. Op 23 oktober 2022 debuteerde Torre tegen Athletic Bilbao in de Primera División dat met 4–0 gewonnen werd. Op 1 november 2022 maakte Torre zijn eerste doelpunt voor de club in een wedstrijd tegen Viktoria Plzeň in de UEFA Champions League dat met 4–2 gewonnen werd.

## Clubstatistieken
| Seizoen     | Club              | Competitie            | Competitie | Competitie | Competitie | Beker | Beker | Beker | Internationaal | Internationaal | Internationaal | Totaal | Totaal | Totaal |
| Seizoen     | Club              | Competitie            | Wed.       | Dlp.       | Ass.       | Wed.  | Dlp.  | Ass.  | Wed.           | Dlp.           | Ass.           | Wed.   | Dlp.   | Ass.   |
| ----------- | ----------------- | --------------------- | ---------- | ---------- | ---------- | ----- | ----- | ----- | -------------- | -------------- | -------------- | ------ | ------ | ------ |
| 2020/21     | Racing Santander  | Segunda División B    | 24         | 4          | 5          | 1     | 0     | 0     | —              | —              | —              | 25     | 4      | 5      |
| 2021/22     | Racing Santander  | Primera División RFEF | 32         | 10         | 10         | 2     | 0     | 1     | —              | —              | —              | 34     | 10     | 11     |
| Club Totaal | Club Totaal       | Club Totaal           | 56         | 14         | 15         | 3     | 0     | 1     | 0              | 0              | 0              | 59     | 14     | 16     |
| 2022/23     | Barcelona Atlétic | Primera Federación    | 3          | 0          | 1          | —     | —     | —     | —              | —              | —              | 3      | 0      | 1      |
| Club Totaal | Club Totaal       | Club Totaal           | 3          | 0          | 1          | 0     | 0     | 0     | 0              | 0              | 0              | 3      | 0      | 1      |
| 2022/23     | FC Barcelona      | Primera División      | 3          | 0          | 0          | 2     | 0     | 1     | 3              | 1              | 0              | 8      | 1      | 1      |
| Club Totaal | Club Totaal       | Club Totaal           | 3          | 0          | 0          | 2     | 0     | 1     | 3              | 1              | 0              | 8      | 1      | 1      |
| TOTAAL      | TOTAAL            | TOTAAL                | 62         | 14         | 16         | 5     | 0     | 2     | 3              | 1              | 0              | 70     | 15     | 18     |

Laatste update is bijgewerkt t/m 2 november 2022.

## Erelijst
| Competitie            | Aantal       | Jaren            |
| FC Barcelona          | FC Barcelona | FC Barcelona     |
| --------------------- | ------------ | ---------------- |
| Primera División      | 1×           | 2022/23          |
| Copa del Rey          | 1×           | 2024/25          |
| Supercopa de España   | 2×           | 2022/23, 2024/25 |
| Racing Santander      |              |                  |
| Primera División RFEF | 1×           | 2021/22          |

## Privé
Torre is een zoon van Esteban Torre, die ook tijdens zijn voetbalcarrière voor Racing Santander speelde bovendien ook een middenvelder.